# مكان العمل الافتراضي
مكان العمل الافتراضي هو بيئة عمل حيث يمكن للموظفين أداء واجباتهم عن بُعد، باستخدام التكنولوجيا مثل أجهزة الكمبيوتر المحمولة والهواتف الذكية وأدوات مؤتمرات الفيديو. لا يقع مكان العمل الافتراضي في أي مساحة مادية واحدة. إنه عادةً عبارة عن شبكة من عدة أماكن عمل متصلة تكنولوجيًا (عبر شبكة خاصة أو الإنترنت ) دون مراعاة الحدود الجغرافية. وبالتالي، يتمكن الموظفون من التفاعل في بيئة عمل تعاونية بغض النظر عن مكان وجودهم. يدمج مكان العمل الافتراضي الأجهزة والأشخاص والعمليات عبر الإنترنت.
لقد نمت ظاهرة مكان العمل الافتراضي في العقد الأول من القرن الحادي والعشرين حيث جعلت التطورات في التكنولوجيا من السهل على الموظفين العمل من أي مكان يتوفر فيه اتصال بالإنترنت.
تشمل صناعة مكان العمل الافتراضي الشركات التي تقدم حلول العمل عن بُعد ، مثل برامج الاجتماعات الافتراضية ( المؤتمرات عن بعد ) وأدوات إدارة المشاريع . يمكن لشركات الاستشارات أيضًا مساعدة الشركات في الانتقال إلى مكان عمل افتراضي إذا لزم الأمر. أحدث تطور تقني في هذا المجال هو برنامج المكتب الافتراضي الذي يسمح للشركات بجمع جميع أعضاء فريقها في مكان عمل افتراضي واحد.  تتجه الشركات في مجموعة متنوعة من الصناعات، بما في ذلك التكنولوجيا والتمويل والرعاية الصحية، إلى أماكن العمل الافتراضية لزيادة مرونة الموظفين وإنتاجيتهم، وتقليل تكاليف المكتب، وجذب أفضل المواهب والاحتفاظ بها. في الآونة الأخيرة، كانت هناك أربع صناعات تعتبر العمل عن بُعد مناسبًا: الاتصالات وتكنولوجيا المعلومات، والخدمات التعليمية، والإعلام والاتصالات، والخدمات المهنية والتجارية.

## تاريخ
مع تزايد دور تكنولوجيا المعلومات في العمليات اليومية للمؤسسات، تطورت أماكن العمل الافتراضية كإضافة أو بديل لبيئات العمل التقليدية المكونة من الغرف والمقصورات والمباني المكتبية.
في عام 2010، فرض قانون تعزيز العمل عن بعد لعام 2010 على كل وكالة تنفيذية في الولايات المتحدة وضع سياسة تسمح بالعمل عن بعد إلى أقصى حد ممكن، طالما لم ينخفض أداء الموظفين.
أثناء جائحة كوفيد-19 ، بدأ ملايين العمال العمل عن بُعد لأول مرة. وأفاد 88% من العاملين في المكاتب في جميع أنحاء العالم أنهم يعملون من المنزل أثناء الوباء، وهو أمر جديد بالنسبة لـ 57%.
توصلت الأبحاث الصادرة عن IWG إلى أن 70% من الموظفين على مستوى العالم يعملون عن بُعد يومًا واحدًا على الأقل كل أسبوع، وأكثر من النصف يفعلون ذلك نصف الأسبوع على الأقل.
تمت الإشارة إلى المدن التي زاد فيها عدد العاملين عن بعد بشكل كبير باسم مدن زووم .

## أنواع
1. العمل عن بعد : توافر واستخدام تكنولوجيا الاتصالات، مثل الإنترنت، للعمل في مكان خارج الموقع.
2. المكاتب الساخنة : لا يخصص للموظفين مكاتب فردية، بل يتم تخصيص مكتب لهم كل يوم حيث يمكنهم الوصول إلى الخدمات التكنولوجية بما في ذلك الإنترنت والبريد الإلكتروني وملفات شبكة الكمبيوتر. وهذا يشبه " الفندقة ": حيث يدرك الموظفون أن الوقت الذي يقضونه في مكاتب العملاء أطول من الوقت الذي يقضونه في مكتب صاحب العمل، وبالتالي لا يتم تخصيص مكتب دائم لهم.
3. الفريق الافتراضي : يتعاون الموظفون من خلال العمل معًا بشكل وثيق وفي اتصال منتظم، على الرغم من تواجدهم فعليًا في أجزاء مختلفة من العالم.

## العوامل
هناك العديد من العوامل التي تدفع إلى الاهتمام باستخدام أماكن العمل الافتراضية.

### المساحات المكتبية وتكلفتها
أصبحت مساحة المكاتب تشكل عبئًا كبيرًا على العديد من المنظمات،  ويمكن أن توفر الاجتماعات الافتراضية المال  من خلال كونها بديلاً مباشرًا للاجتماع وجهاً لوجه.  كان أحد الاستجابات هو تقليل مقدار المساحة التي يشغلها كل موظف. وهناك استجابة أخرى تتمثل في زيادة مرونة تخطيط وتصميم المكتب. ليس من السهل تحقيق أقصى استفادة من هذه الأساليب وإبقاء الموظفين سعداء - ما لم يتم أيضًا استخدام ممارسات العمل المرنة.

### تكاليف الوقود والطاقة
إن تكاليف استهلاك الطاقة اللازمة للتنقل الجسدي تتزايد بسرعة. ويتفق المخططون وصناع السياسات العامة على اعتقاد راسخ بأن العمل عن بعد باستخدام مساحة عمل افتراضية هو أحد أكثر أساليب التنقل استدامة وتنافسية من حيث وقت السفر والتكلفة والمرونة والتأثيرات البيئية.

## التحديات
1. الفشل في الاستفادة من التكنولوجيا التي تدعم أماكن العمل الافتراضية، مما يؤدي إلى انخفاض الإنتاجية.
2. قد يؤدي نقص الاتصال البشري إلى انخفاض روح الفريق والثقة والإنتاجية (ويشير الباحثون إلى أن الثقة هي جانب حيوي)
3. زيادة الحساسية تجاه عوامل الاتصال والتفاعل الشخصي والثقافي
4. إن التنوع الثقافي لم يحقق بعد الفوائد المتوقعة[10]
5. قد تتسبب المكاتب الافتراضية في نقص التفاعلات الاجتماعية والإبداع، حيث أن المكتب الموجود في الموقع غالبًا ما يكون أحد أهم مصادر التوتر للموظفين.[11]

## برمجيات مكان العمل الافتراضي
- إدارة المشاريع: تتبع تقدم المشروع لضمان إكمال المهام في الوقت المحدد وتحقيق الأهداف ( برنامج إدارة المشاريع ).
- إدارة الإنتاجية ( إدارة الأداء ): تضمن قيام العاملين عن بعد بعملهم باستخدام أدوات تتبع الوقت وتقارير الإنتاجية.[12]
- مؤتمرات الفيديو ، مؤتمرات الويب : تسمح للفريق بالوصول إلى التواصل وجهاً لوجه من خلال دردشة الفيديو ( مقارنة بين برامج مؤتمرات الويب ).
- التخزين السحابي : يمنح كل موظف مساحة مركزية آمنة لتخزين البيانات ( الفئة:التخزين السحابي ).[13]
- البرامج التعاونية (التعاون الجماعي) : توفر مساحة افتراضية للفرق الهجينة والبعيدة للالتقاء معًا ( قائمة البرامج التعاونية ).
- إشراك الموظفين : الاعتراف بجهود الموظفين ومكافأتها لزيادة مشاركة الفريق.[14]
- الأمان عبر الإنترنت ( أمان الإنترنت ): لخصوصية الشركة وأمنها وإخفاء هويتها عندما يكون الموظفون متصلين بالإنترنت ( مقارنة برامج مكافحة الفيروسات ).[15]
- الصحة العقلية : لمساعدة الموظفين عن بعد على إدارة القلق والتوتر.